# William Hoste
Sir Williamm Hoste, 1st Baronet, britanski kapitan bojne ladje, * 26. avgust 1780, † 6. december 1828.
Hoste se je izkazal v času Napoleonovih vojn v pomorski bitki 13. marca 1811 pred Visom, ko je z eskadro štirih fregat porazil francosko-beneško eskadro šestih fregat viceadmirala Bernarda Dubourdieua. Po njem se imenuje otoček Host pred vhodom v pristanišče Vis.